# Gisella Rossi
Gisella Rossi (Monte Vidon Combatte, 27 gennaio 1962) è un'artista italiana.

## Biografia
Nell 1982 consegue la maturità d'arte applicata in Arte della ceramica presso l’Istituto Statale d’Arte Umberto Preziotti di Fermo. Dal 1986 si trasferisce a Montegiorgio dove svolge l'attività artistica.

Sin dopo il diploma di maturità, si impegna nell’ambito creativo e inizia a collaborare con vetrerie  artistiche e industrie di oggettistica per la progettazione e realizzazione di pannelli e vetrate. Nel contempo svolge la propria ricerca  artistica relativa alla fenomenologia del cromatismo e della materia, con l’impiego di svariati media e materiali come ceramica, vetro, marmo e acciaio, oltre al recupero di tessuti e filati artigianali di antica manifattura.

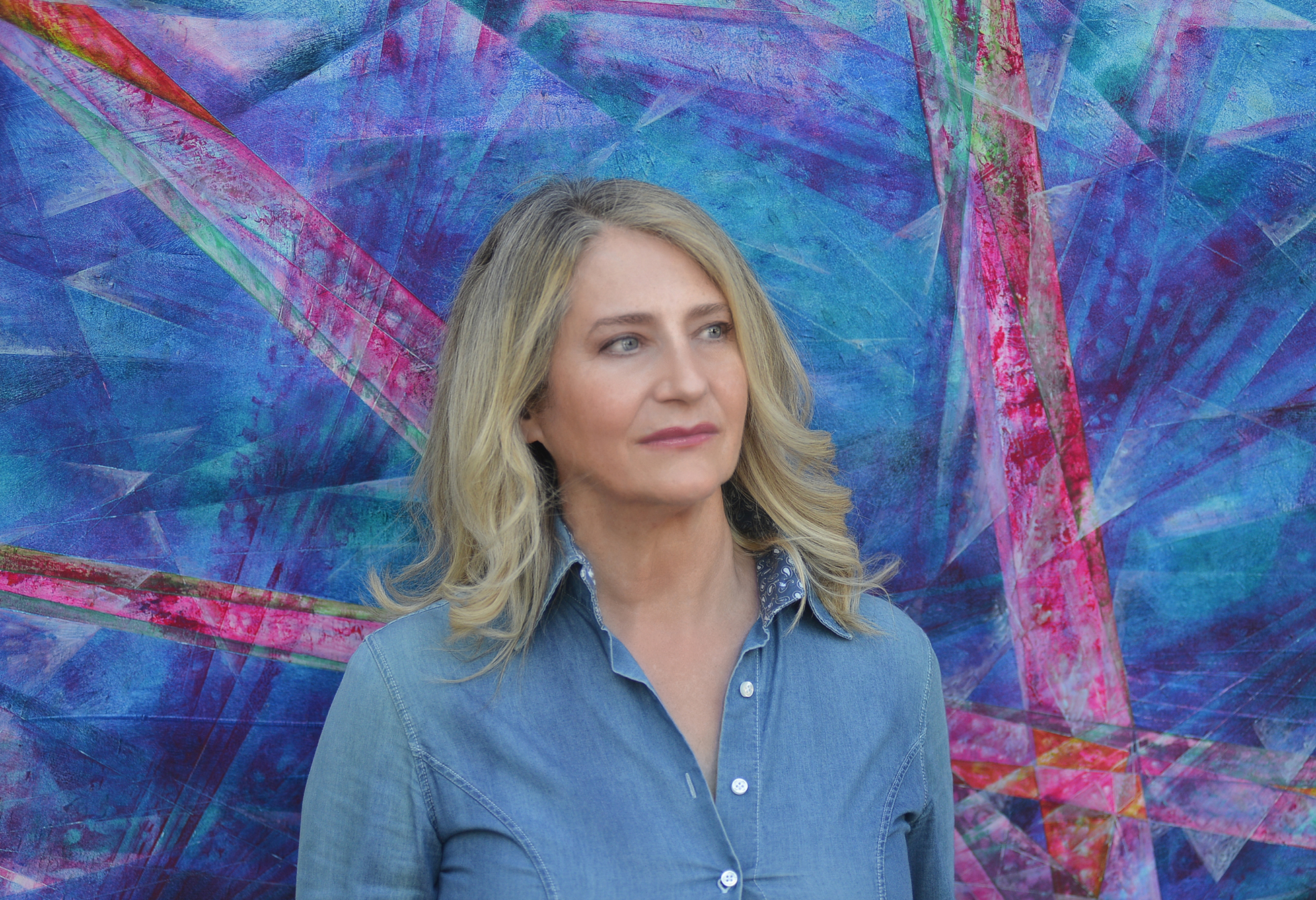
L'artista Gisella Rossi fotografata assieme a una sua opera

Il suo lavoro si orienta verso l’aspetto aniconico, tuttavia senza tralasciare completamente l’arte figurativa.

Già dal 2006 viene inserita nell’atlante degli Artisti marchigiani del Novecento.

È presente inoltre nel Registro degli Artisti Italiani ed Europei di Chiara Fama, stilato da una giuria di cinque esperti supportata da un gruppo di 13 artisti, storici dell’arte e critici.

Nel 2024 è chiamata a far parte della commissione per la prima edizione del concorso a premi “Nella Memoria, il Ricordo”, per la scelta dei lavori eseguiti dagli alunni della scuola primaria e secondaria, promosso dall’istituto comprensivo di Montegiorgio. Sempre nel 2024, nella seconda edizione  di “Donne Eccezionali”,  è insignita del premio per la cultura dal comune di Montegiorgio.

Le sue opere sono presenti in enti pubblici e privati, musei, pinacoteche civiche, raccolte d’Arte sacra contemporanea e collezioni private.

## Opere

### Monumenti pubblici
- Tarsia monumentale di San Giorgio, presso il comune di Montegiorgio[1]
- Monumento ai caduti di tutte le guerre, presso il comune di Francavilla d'Ete[6]
- Tarsia di Castrum Malleani, presso il comune di Magliano di Tenna[7]

### Installazioni su edilizia pubblica
- 1996 Nuova Casa Circondariale di Lecce e aula bunker: concorso nazionale per la scelta di opere artistiche da ubicare nella Nuova Casa Circondariale di Lecce ed annessa Aula Bunker.
- 1998 Nuova Caserma dei Carabinieri di Cotronei: concorso per opere d’arte aperto agli artisti appartenenti alla Comunità Europea con un pannello decorativo di cm 300 per 120[8].
- 1999 Nuova sede della Polizia Stradale di Pesaro.
- 2001 Nucleo di Polizia Tributaria della Guardia di Finanza di Ancona - Caserma Dorica: concorso opere d'arte destinate alla sede del Nucleo di Polizia Tributaria della Guardia di Finanza di Ancona.
- 2002 Polizia Stradale di Ascoli Piceno: concorso di opere d'arte e di decorazione da destinare alla sede della Polizia Stradale di Ascoli Piceno.
- 2003 Nuova Caserma provinciale dei Vigili del Fuoco di Isernia: concorso nazionale per opere d’arte.
- 2003 Caserma Regionale della Guardia di Finanza di Campobasso: concorso nazionale per opere d’arte.
- 2004 Nuovo Complesso Penitenziario di Perugia: concorso nazionale per opere d’arte.

### Fondazioni e musei
- 1995 Museo Internazionale della Ceramica Moderna di Castelli.
- 1999 Pinacoteca Civica di Arte Contemporanea di Smerillo (MACS)[9].
- 2004 Raccolta permanente di Arte Sacra Contemporanea di L'Aquila.
- 2004 Pinacoteca Civica di Arte Sacra Contemporanea di San Giuliano di Puglia.
- 2005 Pinacoteca internazionale d'arte francescana delle Marche "In nome di Francesco"[10]
- 2006 Galleria Civica di Arte Contemporanea Termoli (GART): Fondazione MACTE[11]
- 2010 Fondazione della Cassa di Risparmio di Fermo[12].

### Mostre principali
- Rassegna internazionale d'arte G. B. Salvi, (1995 - 1996 - 2007 - 2012).
- XXXIII Premio Sulmona - Rassegna Internazionale d'Arte Contemporanea, premiata con la targa d’argento dalla città di Sulmona  (1996).
- Gisella Rossi: colore-geometria-materia - Centro Studi Osvaldo Licini (1997)[13].
- '99 Miniartextil Como “fili di luce”: nona Rassegna Internazionale di Arte Tessile, (1999).
- 2002 Miniartextil Como “magiche trame”: dodicesima Rassegna Internazionale di Arte Tessile, (2002).
- XXXVI Premio Sulmona - Rassegna Internazionale d'Arte Contemporanea, (2009).
- Riflessioni, Sperimentazioni - esposizione personale antologica per i 40'anni di carriera artistica tenutasi a Montegiorgio (2018)[14].